# Gerald Jones

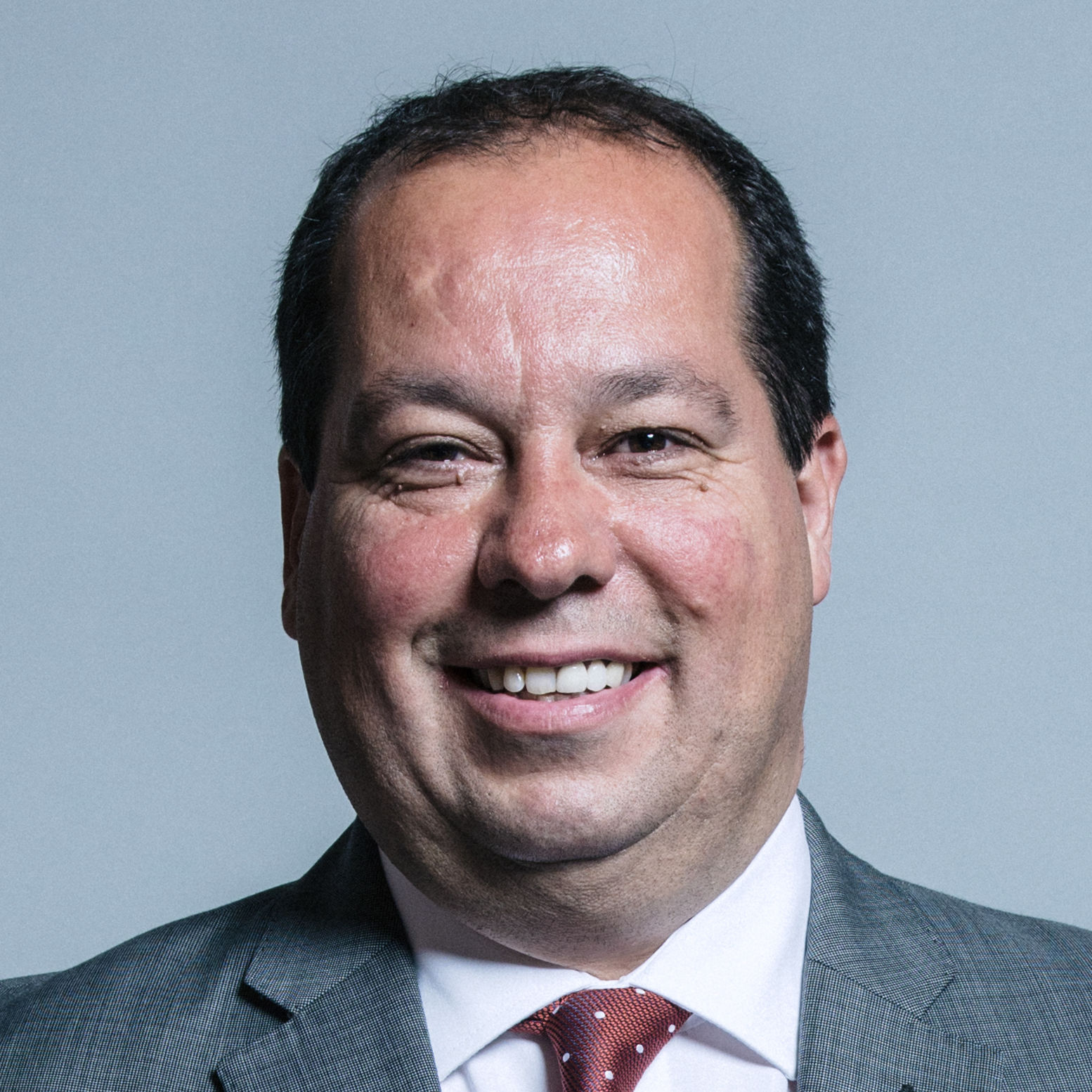
Gerald Jones

Gerald Jones ist ein britischer Politiker der Labour Party.

## Leben
Bis 2015 war Jones Mitglied im Stadtrat von Caerphilly in Wales. Seit Mai 2015 ist Jones Abgeordneter im House of Commons.